# Aletris bracteata
Aletris bracteata är en enhjärtbladig växtart som beskrevs av Alice Belle Rich Northrop. Aletris bracteata ingår i släktet Aletris och familjen myrliljeväxter. Inga underarter finns listade i Catalogue of Life.